# FK Modriča
Maillots
Le FK Modriča est un club de football bosnien basé à Modriča, fondé en 1922.

## Historique
- 1921 : fondation du club
- 2004 : 1re participation à une Coupe d'Europe (C3, saison 2004/05)

## Bilan sportif

### Palmarès
- Championnat de Bosnie-Herzégovine
  - Champion : 2008

- Coupe de Bosnie-Herzégovine
  - Vainqueur : 2004

### Bilan européen
Note : dans les résultats ci-dessous, le score du club est toujours donné en premier
| Saison    | Compétition         | Tour            | Club            | Domicile | Extérieur | Total |
| --------- | ------------------- | --------------- | --------------- | -------- | --------- | ----- |
| 2004-2005 | Coupe UEFA          | Premier tour Q  | FC Santa Coloma | 3 - 0    | 1 - 0     | 4 - 0 |
| 2004-2005 | Coupe UEFA          | Deuxième tour Q | Levski Sofia    | 0 - 3    | 0 - 5     | 0 - 8 |
| 2008-2009 | Ligue des champions | Premier tour Q  | Dinamo Tirana   | 2 - 1    | 2 - 0     | 4 - 1 |
| 2008-2009 | Ligue des champions | Deuxième tour Q | Aalborg BK      | 1 - 2    | 0 - 5     | 1 - 7 |

Légende
- Victoire ou qualification pour le tour suivant
- Match nul
- Défaite ou élimination de la compétition